# Präsidentenpalais (Helsinki)

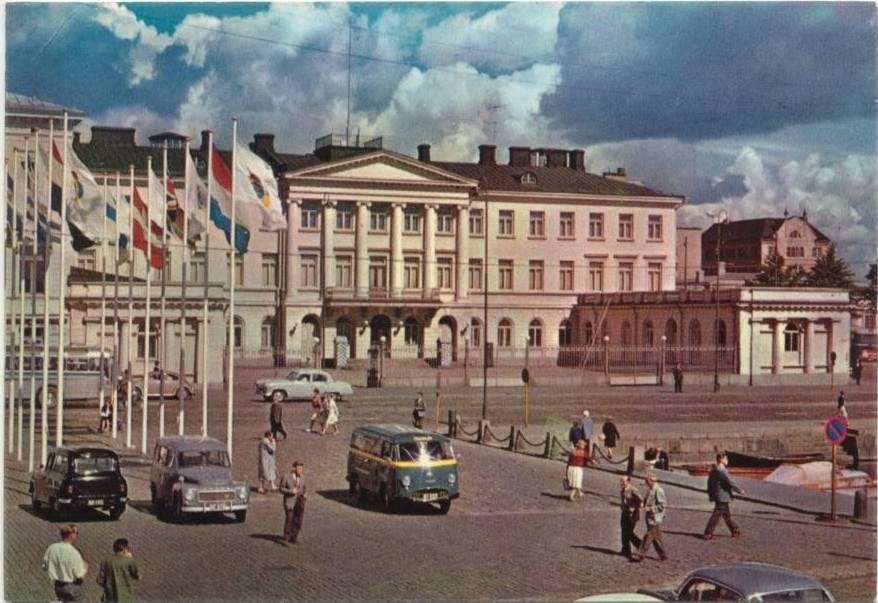
Palais vor 1964

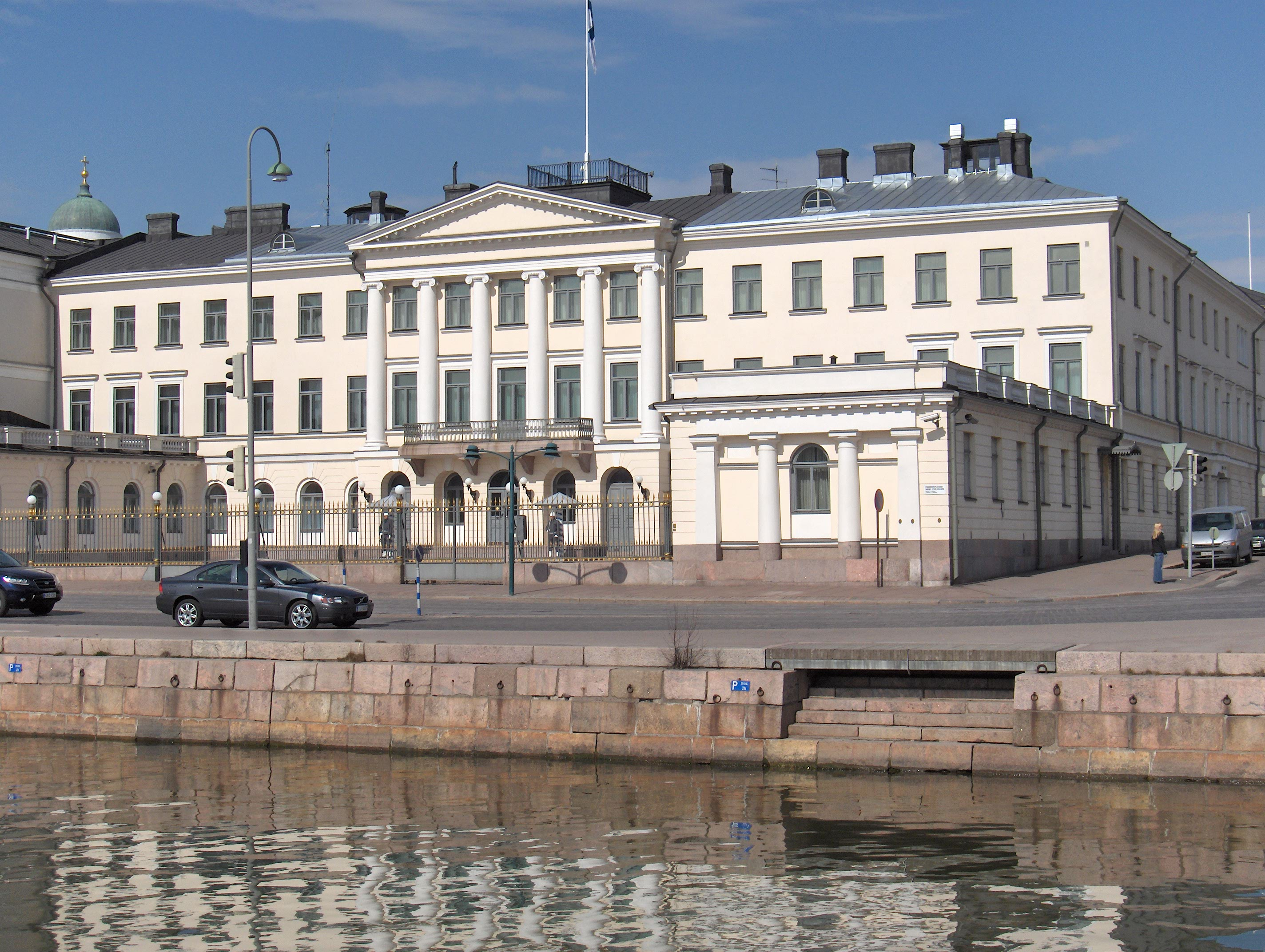
2007

Das Präsidentenpalais (finnisch Presidentinlinna, schwedisch Presidentens slott) ist der Sitz des finnischen Präsidenten in Helsinki.

## Lage
Das Gebäude befindet sich im Stadtzentrum Helsinkis an der Adresse Pohjoisesplanadi 1 unmittelbar nördlich des zum Hafen Helsinkis gehörenden Hafenbeckens Eteläsatama. Unmittelbar westlich grenzt das Gebäude des Obersten Gerichts Finnlands an.

## Architektur und Geschichte
Das Palais wurde von 1816 bis 1820 durch den Architekten Pehr Granstedt für den vermögenden Unternehmer Johan Henrik Heidenstrauch errichtet. Im Jahr 1837 erwarb der russische Zar Nikolaus I. das Gebäude. Er ließ vom Architekten Carl Ludwig Engel umfangreiche Umbauarbeiten vornehmen, die 1845 abgeschlossen waren. Das im Stil des Klassizismus gestaltete Gebäude wurde dann vom Zar Alexander II. als Residenz genutzt. Es wurden Bälle veranstaltet. Nach dem Tode Alexander II. im Jahr 1881 verlor der Bau seine Bedeutung. Von 1904 bis 1907 erfolgte eine Renovierung des Palais, dabei wurden vom Architekten Johan Jakob Ahrenberg die Räume neu gestaltet und die von Walter Runeberg geschaffene Skulptur Psyche und Zephyr im Haus aufgestellt. 1915 besuchte der Zar ein letztes Mal das Palais.
Während des Ersten Weltkriegs war im Haus ein Lazarett untergebracht. Nach der finnischen Unabhängigkeitserklärung im Jahr 1917 wurde das Palais zunächst Sitz des finnischen Senats, 1919 dann des finnischen Präsidenten.
Das Palais dient heute für Staatsempfänge, repräsentative Anlässe und insbesondere für die Feierlichkeiten zum finnischen Unabhängigkeitstag am 6. Dezember. An der östlichen Hauptwache findet täglich eine Wachablösung statt. Der Präsident selbst hat seit 1993 seine Residenz auf der etwas außerhalb des Helsinkier Stadtzentrums gelegenen Halbinsel Mäntyniemi.